# Presa del forte di Malakoff
La Presa del forte di Malakoff (La Prise de la tour Malakoff) è un dipinto a olio realizzato dal pittore francese Horace Vernet nel 1858 e conservato al museo Rolin di Autun, in Borgogna.

## Descrizione
Questo quadro nasce nel 1856, da una commissione del comune di Autun con lo scopo di onorare Patrice de Mac-Mahon, un generale originario del dipartimento della Saona e Loira che si era distinto nell'allora recente guerra di Crimea. Si tratta di un dipinto storico dalla composizione originale, per essere una pittura su una battaglia. La tela rappresenta il momento della vittoria dell'esercito francese guidato dal generale al termine della battaglia di Malachov (o "Malakoff", che è il nome tuttora usato in francese), svoltasi l'8 settembre del 1855 vicino a Sebastopoli.
Il generale Mac-Mahon viene raffigurato come vincitore sulla cima di una collina disseminata di cadaveri, mentre il caporale dei suoi zuavi vi pianta una bandiera tricolore piena di buchi. Mac Mahon punta il proprio dito verso il suolo, e sembra rispondere a un alleato britannico dalla camicia rossa con la sua frase, divenuta famosa, "J'y suis, j'y reste" ("Qui sono, qui resto"). Infatti, l'inglese che fa il saluto militare gli ha comunicato che le truppe britanniche non possono mantenere la posizione. Accanto a lui si trovano due suoi aiutanti sul campo di battaglia, il colonnello Lebrun e il capitano Borel.